# Самматов, Рафагат Лутфуллович
Родился 1 мая 1934 года.
Изобретатель, Конструктор.
С 1980 Главный конструктор проектов ВНИИСПТнефть.
Заслуженный изобретатель БАССР (1985г).
Член республиканского совета общества ВОИР (1986-1990).
Член комиссии при Министерстве нефтяной промышленности СССР по аттестации новой техники на Знак Качества. (1983-1990).
Биография
Родился 01 мая 1934 года в д. Урняково Илишевского района БАССР.
Отец - Фаттахов Лутфулла Самматович 1905 г.р., погиб на фронте 1943г.
Мать – Нуриева Хазина Мухаммадгалиевна 1908 -1938 гг.
В 1951 году окончил неполную среднюю школу в детском доме в д. Старо-Куктово Илишевского района БАССР.
Окончил в 1955 году Уфимский Авиационный техникум.
Начал трудовую деятельность на Уфимском Моторостроительном Заводе, в должности Бригадир.
Занимался парашютным спортом.
Был призван в ряды вооруженных сил СССР осенью 1955 года. Проходил воинскую службу с 1955 по 1958 год (Тоцкие лагеря Оренбургской области) Воинское звание - Старший Лейтенант-инженер.
С 1958 – 1965 инженер конструктор НИАТ (Уральский филиал Научного Института Авиационной техники, технологии и организации производства)
В 1966 году начал трудовую деятельность в нефтяной и газовой промышленности в НИИТранснефть (в дальнейшем ВНИИСПТнефть - Всероссийский научно-исследовательский институт по сбору, подготовке и транспортировке нефти и нефтепродуктов) в должности старшего инженера конструктора.
Окончил в 1971 году Уфимский нефтяной институт по специальности Машины и оборудование нефтяных и газовых промыслов Механического факультета.
С 1980 по 2000 год Главный конструктор по созданию новой техники ВНИИСПТнефть, с 2000 по 2005 Начальник конструкторского бюро по созданию новой техники ИПТЭР - Институт проблем транспорта энергоресурсов при Академии наук РБ.
Имеет изобретения по строительству и эксплуатации нефтяных и газовых трубопроводов – устройства для подъёма трубопроводов и производства работ, механические трубоподъёмники, устройства для очистки наружной изоляции и внутренний очистки магистральных трубопроводов, линии сварки и очистки изоляции плети трубопроводов в условиях цеха.
Имеет более 50 патентов.
Заслуженный изобретатель БАССР (1985г)
Награды:
- Две золотые медали ВДНХ СССР;
- Две серебряные медали ВДНХ СССР;
- Медаль Ветеран труда СССР.
Почетная грамота Министерства нефтяной и газовой промышленности СССР (Министр нефтяной промышленности СССР Шашин, Валентин Дмитриевич)
Семья
Рафагат Лутфуллович был женат на Шакировой Амине Махмутовне с 1959 по 1984 год. Имеет троих детей.